# Шилібастау
Шилібаста́у (каз. Шилібастау) — село у складі Жамбильського району Алматинської області Казахстану. Входить до складу Матібулацького сільського округу.
У радянські часи село називалось Чильбастау.
Населення — 516 осіб (2021; 558 у 2009, 418 у 1999, 389 у 1989).